# シロボシホソメテンジクザメ
シロボシホソメテンジクザメ Brachaelurus waddi はテンジクザメ目に属するサメの一種。アオホソメテンジクザメとともにホソメテンジクザメ科に含められる。オーストラリア東岸に分布し、底生で夜行性である。岩礁や藻場に普通で、潮間帯から深度140mまで見られる。水上での生存力はかなり高い。
全長1m以下。ずんぐりした体型で頭部には髭を持つ。体は灰色から茶色。近縁種のアオホソメテンジクザメとは、体の斑点、皮歯が大きいこと、第一・第二背鰭と胸鰭・腹鰭がそれぞれほぼ同じ大きさであることなどによって区別することができる。餌は無脊椎動物や魚。無胎盤性の胎生。夏に7-8匹の仔魚を産む。飼育は容易である。漁業的価値はない。IUCNは保全状況を軽度懸念としている。

## 分類
1801年のSystema Ichthyologiae において、ドイツの博物学者マルクス・エリエゼル・ブロッホとヨハン・ゴットロープ・テアエヌス・シュナイダーによって Squalus waddi の名で記載された。だが、記載文内のJohn Lathamによるスケッチは本種なのかイヌザメなのか特定されておらず、実際に本種に属する個体を記載に用いたのかどうかには若干不明な点がある。1907年、James Douglas Ogilbyはギリシャ語の brachys（短い）・ailouros（猫）に由来する Brachaelurus 属を設立して本種を含めた。1973年、レオナルド・コンパーニョは本種とアオホソメテンジクザメをオオセ科から分離してホソメテンジクザメ科 Brachaeluridae に含めた。
本種はアオホソメテンジクザメとともに、オオセ科の姉妹群を構成する。本種の化石はヨーロッパの白亜紀後期 (99.6–65.5 Ma) 、チリとペルーの鮮新世 (5.3–2.6 Ma) の地層から見つかっている。他のホソメテンジクザメ属の化石記録もある。

## 分布

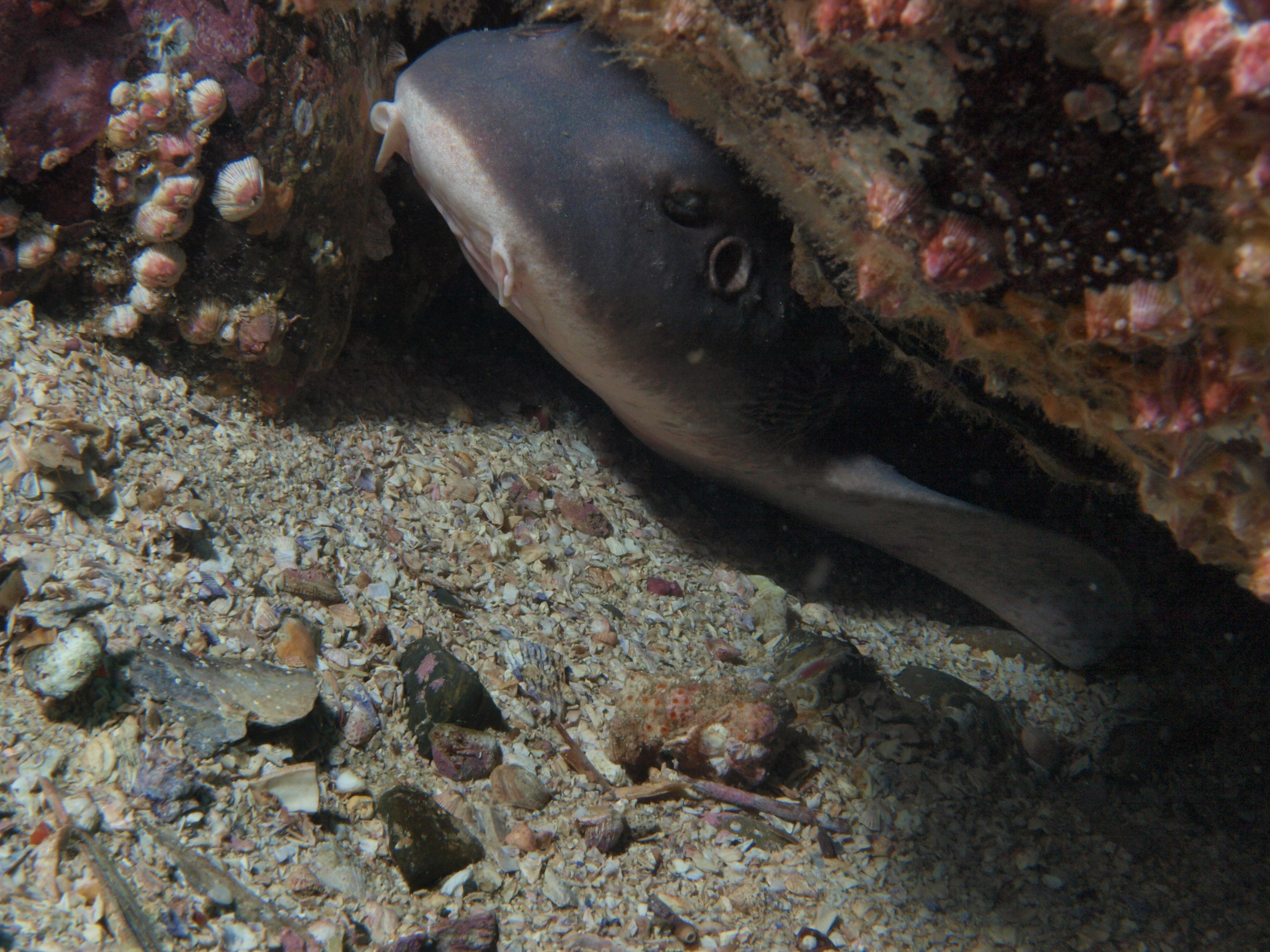
岩礁域を好む。

オーストラリア東岸、クイーンズランド州南部のムールーラバからニューサウスウェールズ州のジャービス湾まで分布する。かつて西オーストラリア州やノーザンテリトリーからも報告があったが、これはイヌザメの誤認だと分かっている。底生で、体が辛うじて浸かる潮だまりを含む潮間帯から、主に水深73mまでの大陸棚上に生息する。最大で水深140mから記録がある。岩礁やその近くのアマモ場を好み、幼体は波の影響のより大きい岸近くで見られる。ネルソン湾では海綿の上にいる姿も観察されている。

## 形態
体は頑強で、幅広く少し縦扁した頭部に丸い吻を持つ。眼は楕円形で小さく、頭部の上方に位置し、その下には強い隆起線がある。噴水孔は楕円形でその後ろ下方に位置し、隆起した縁を持つ。鼻孔はほぼ吻端に位置し、長く先細りの髭、よく発達した皮弁と溝が前鼻孔の周囲を取り巻き、1対の明瞭な溝が口へと伸びる。口はほぼ直線状で小さい。歯列は上顎で32–34、下顎で21–29。各歯は直立し、錐状の尖頭と1対の小尖頭を持つ。鰓裂は5対で小さく、第4と第5鰓裂の間隔は他よりも狭い。
胸鰭は大きくて幅広く、縁は丸い。2基の背鰭は大体同じ大きさで、先端は丸く、後端は角ばる。第一背鰭は腹鰭の基部から起始する。腹鰭は丸く、胸鰭とほぼ同じ大きさである。臀鰭は背鰭の半分以下の大きさで、尾鰭の基部に非常に近接して位置する。尾鰭は全長の1/4に達し、下葉はなく上葉先端付近には強い欠刻がある。皮歯は大きく、体表は粗くなっている。背面は明褐色から暗褐色で、よく白点が散らばる。腹面は明色。幼体は全身に暗い帯があるが、成長とともに薄れる。全長0.9-1.2mに達するが、通常はもう少し小さい。

## 生態
水上では厚い下瞼を閉じて眼球を収納することができるため、"Blind shark"という英名が付けられているが、実際には十分な視覚を持つ。水上でも18時間は生きることができ、引き潮に取り残されても生存することができる。日中、成体は洞窟や岩棚の下、幼体は岩の裂け目内などの隠れ場所にいて、近づいた小動物を捕食するほかは不活発な状態にある。夜間は無脊椎動物（カニ・エビ・頭足類・イソギンチャク）や硬骨魚を求めて岩礁や海草の間を探し回り、見つけた獲物を吸い込んで捕食する。

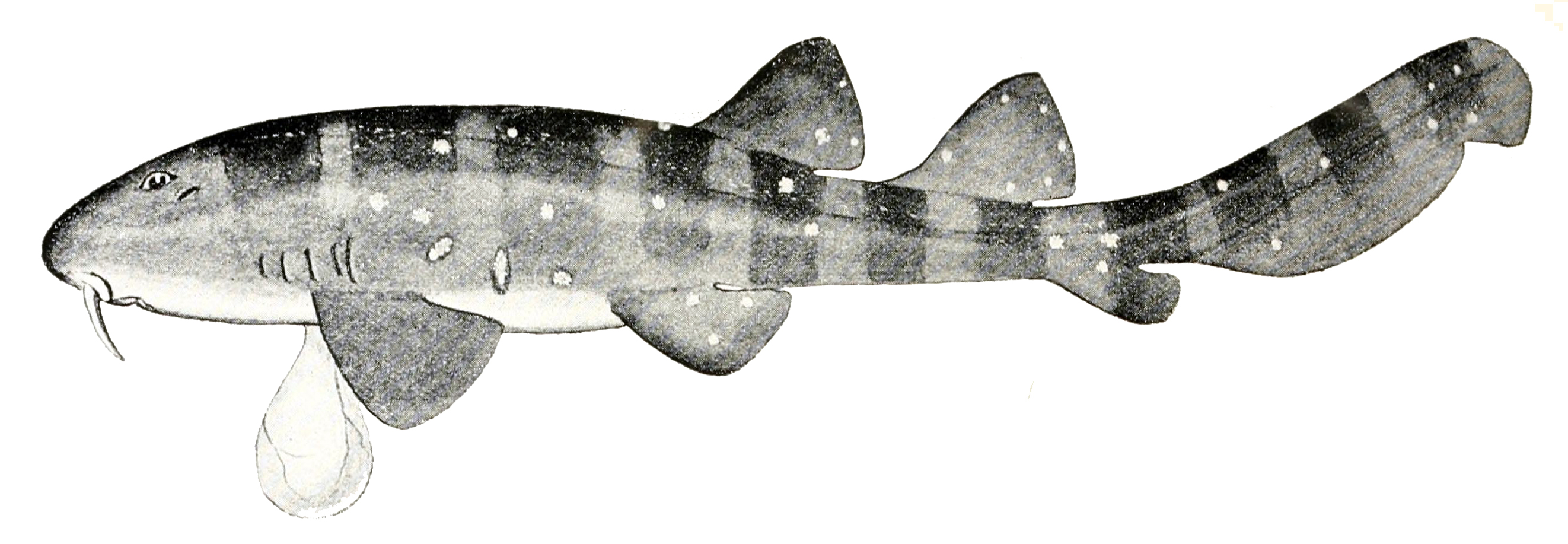
卵黄がまだ残る胎児のイラスト。

無胎盤性胎生であり、おそらく毎年繁殖する。出産は夏で産仔数は7-8、出生時は15-18cm。雄は全長62cm、雌は66cmで性成熟する。飼育下では20年生きた記録がある。寄生虫として Carpobothrium 属の条虫が知られている。

## 人との関連
基本的に人に害は加えないが、刺激されると噛み付くことがあり、顎の力と吸引力が強いため外すことが難しい。水から上がってもダイバーのウェットスーツに噛み付き続けていた例があり、この時はサメの口をこじ開けて外さなければならなかった。丈夫であまり大きくならず、底生であまり動かないことから、家庭用アクアリウムで十分に飼育できるとされている数少ないサメの一つである。だが、隠れる習性があり夜行性であることから、動く姿を観察することは難しい。飼育下繁殖も成功しており、シドニー水族館では繁殖コロニーが維持されている。
肉には強いアンモニア臭があり除去が難しいため、商業漁業の対象とはならない。クイーンズランド州・ニューサウスウェールズ州で営まれるクルマエビの底引き網などで混獲されるが、水上での生存力が高いため、海に戻された後の生存率は高いと考えられる。遊漁者によって釣り上げられることもあるが、顎が強く針を外すのが難しいため厄介な外道とされている。体が小さいため、サメよけネットでビーチへの侵入を防ぐことはできない。 アクアリウム飼育目的の捕獲量は不明だが、問題となるレベルではないと考えられている。個体数が多く、捕獲圧も影響を及ぼすほどではないとみられることから、IUCNは保全状況を軽度懸念としている。分布域は、設定された、または設定が予定される多くの海洋保護区と重複している。
日本ではアクアワールド大洗で見ることができる。